# Charles Bridault
Charles Bridault (Paris, 31 juillet 1828 - Paris 18e, 18 avril 1896) est un auteur dramatique français.

## Biographie
Ses pièces ont été représentées sur les plus grandes scènes parisiennes du XIXe siècle : Théâtre des Folies-Nouvelles, Théâtre Saint-Germain etc.
Secrétaire général du Théâtre de l'Odéon, journaliste au Figaro et au Petit Journal, il devient directeur du théâtre de la Tour-d'Auvergne à partir de 1871.

## Œuvres
- Mort et Remords ou les Inconvénients d'assassiner un marchand d'habits grêlé, avec P. Legrand, 1853
- Les Succès de l'année, rondeau, 1854
- Pierrot Dandin, pantomime en 5 tableaux, 1854
- La Fausse Douairière, pantomime en 2 tableaux, avec Paul Legrand, 1855
- Les Jolis Chasseurs, hallali musical, 1855
- Le Quinze novembre, avec Henri Larochelle, 1856
- La Naïade, ballet-pantomime en 2 actes, mêlé de chants, 1857
- Nella, ballet-pantomime mêlé de chœurs, 1857
- Fra Diavolino, opérette en un acte, avec Amédée de Jallais, 1858
- La Recherche de l'inconnu, opérette en un acte, avec Sylvain Mangeant, 1858
- Le Roi de la gaudriole, opérette en 1 acte, avec de Jallais et Alexandre Flan, 1858
- Monsieur Deschalumeaux, opéra-bouffon (d'après Auguste***), arrangé en 2 tableaux, 1859
- Je suis né coiffé, folie vaudeville en 1 acte, avec Édouard Montagne, 1861
- Un maestro de bourgade, opéra-comique en 1 acte, 1864
- L'Échappé de province, pièce en 3 actes, mêlée de chant, 1866
- Point d'Angleterre, comédie en 1 acte, avec Paul Siraudin, 1867
- Ah! C'est donc toi Mme la Revue !, revue en trois actes et dix tableau, avec Hector Monréal et Henri Blondeau, 1874